# Atalanta w Kalidonie

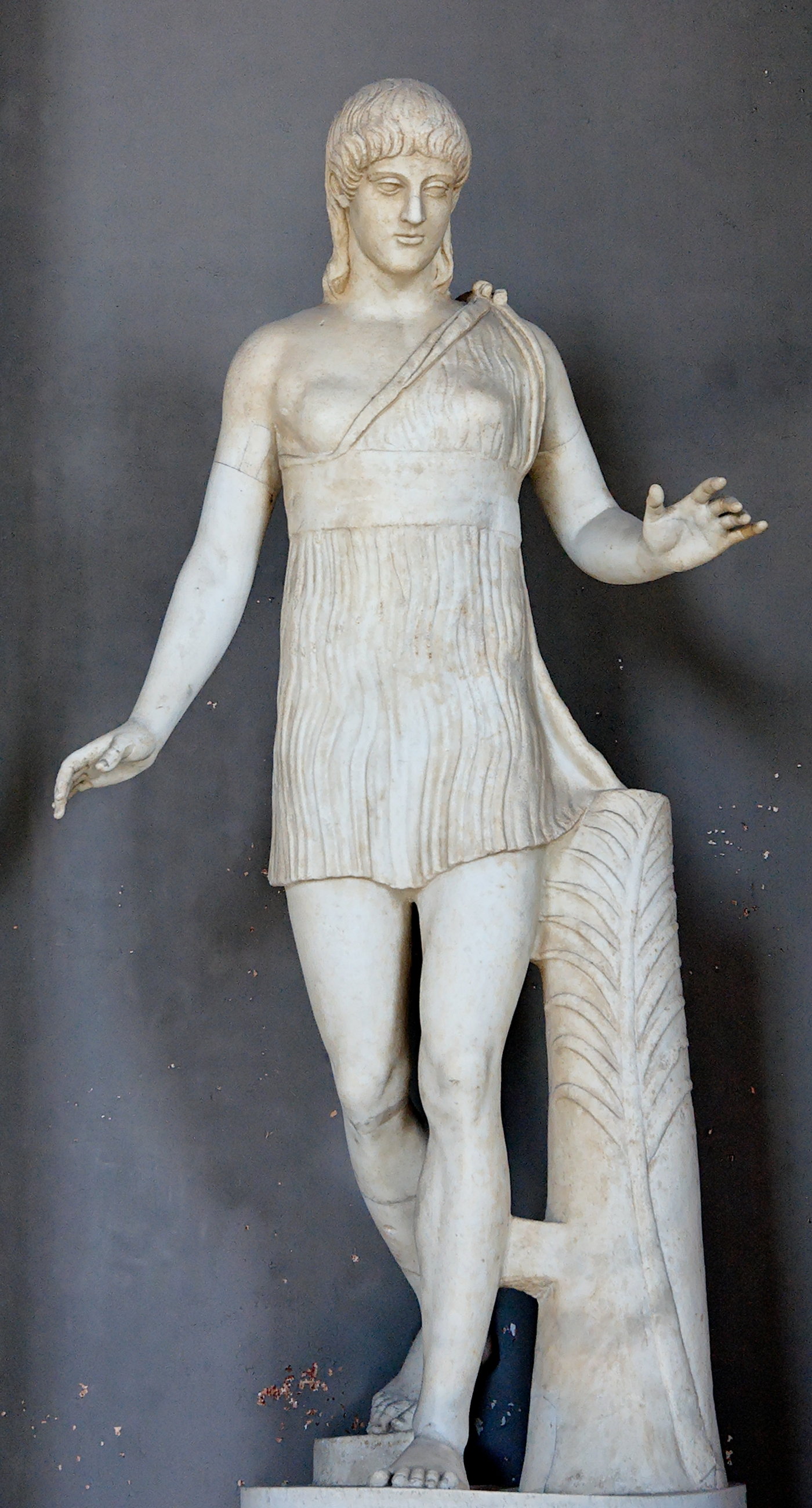
Atalanta, posąg z Muzeum Watykańskiego

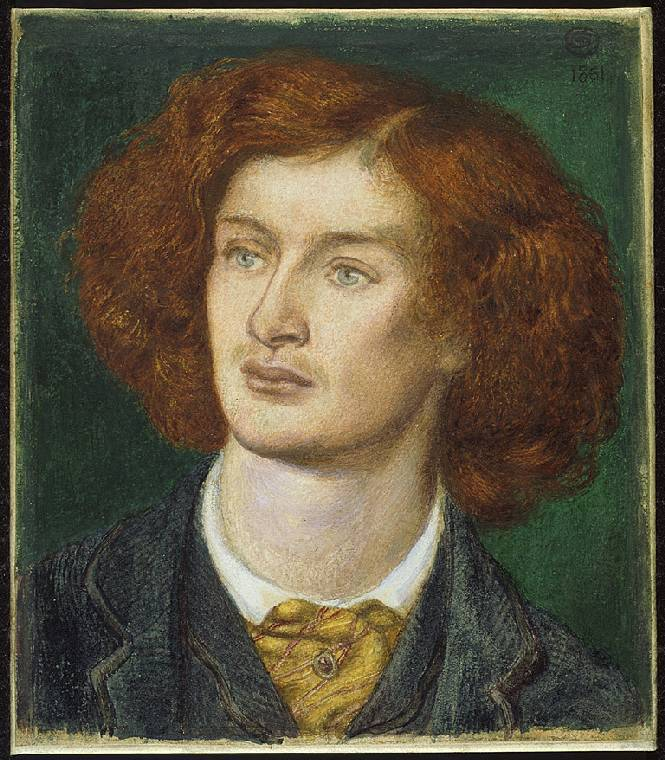
Dante Gabriel Rossetti, Portret Algernona Charlesa Swinburne’a

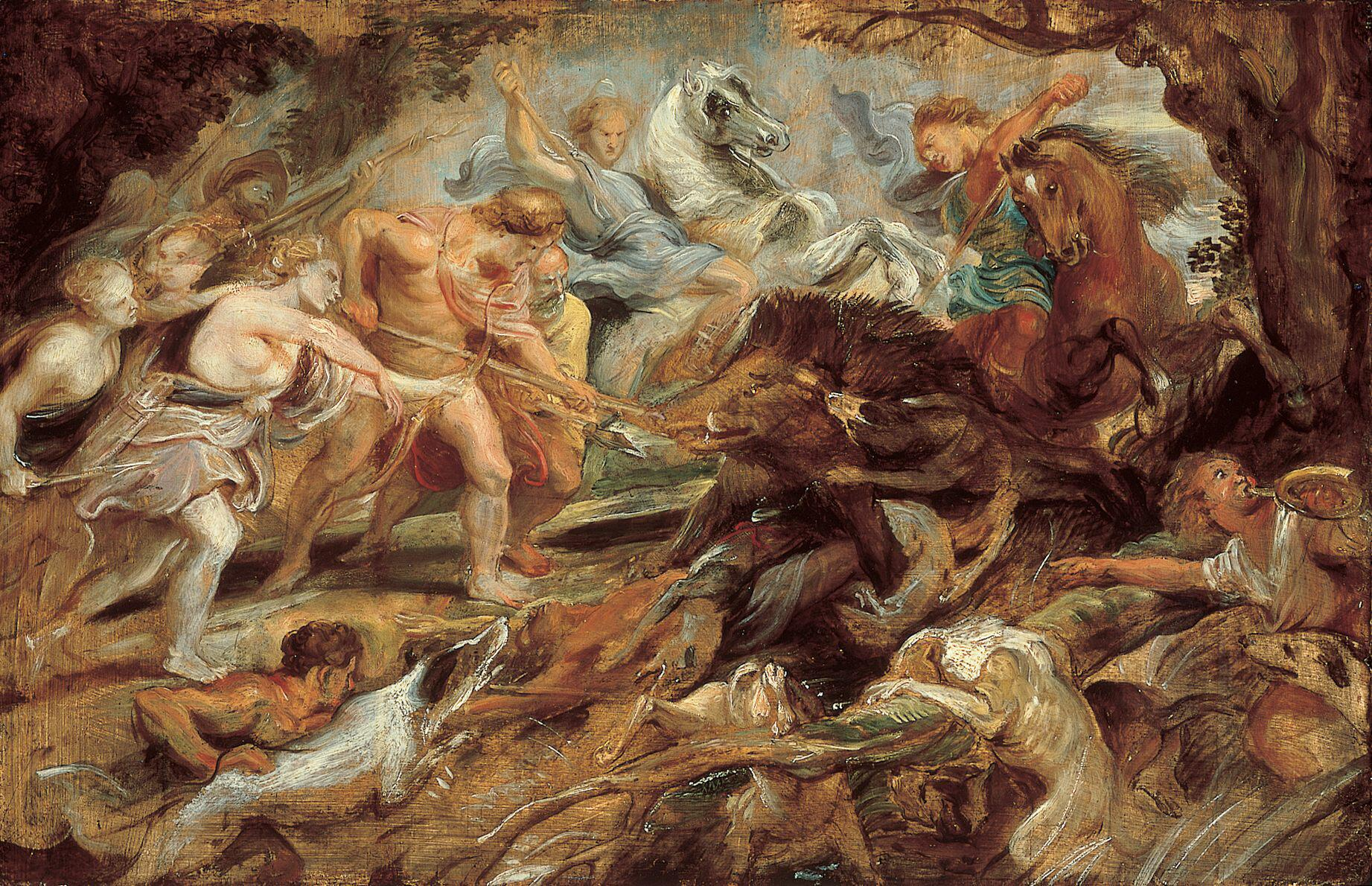
Peter Paul Rubens, Meleager i Atalanta w czasie łowów na dzika kalidońskiego

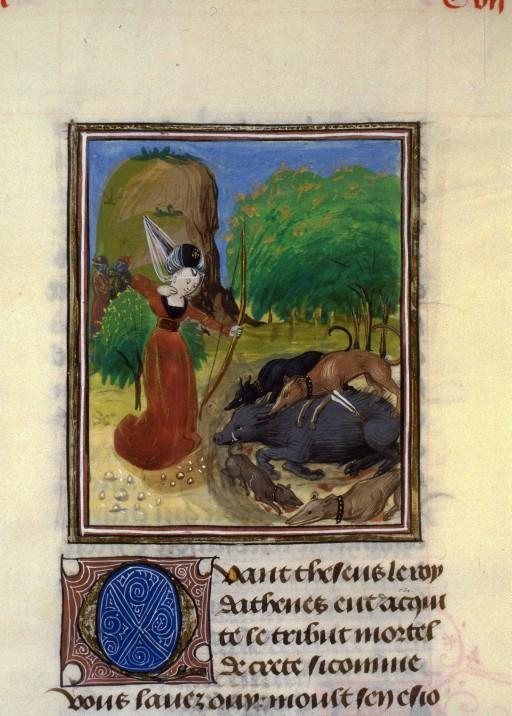
Atalanta w Kalidonie, miniatura

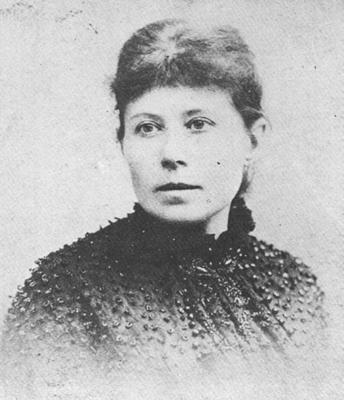
Maria Konopnicka

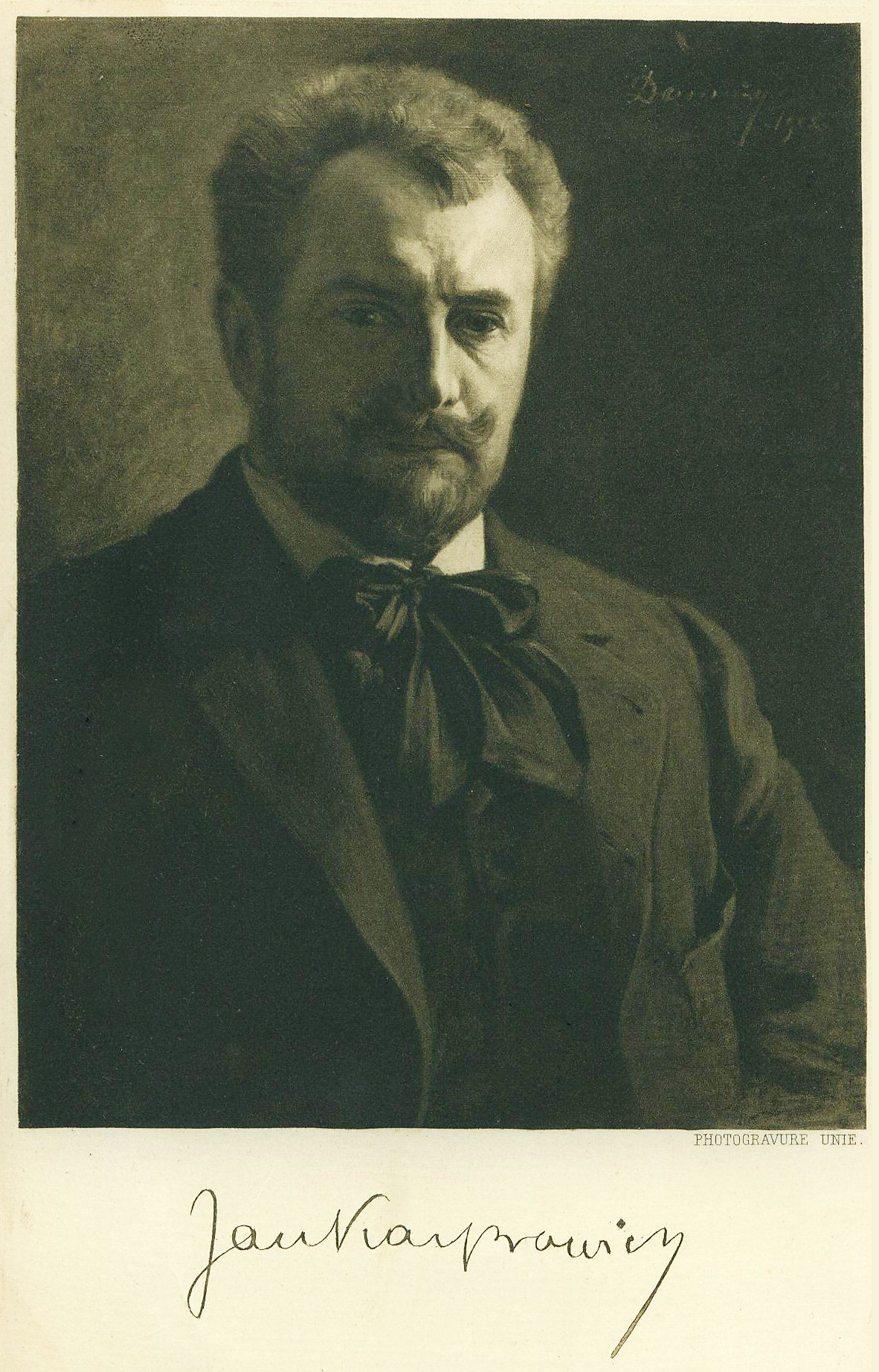
Jan Kasprowicz

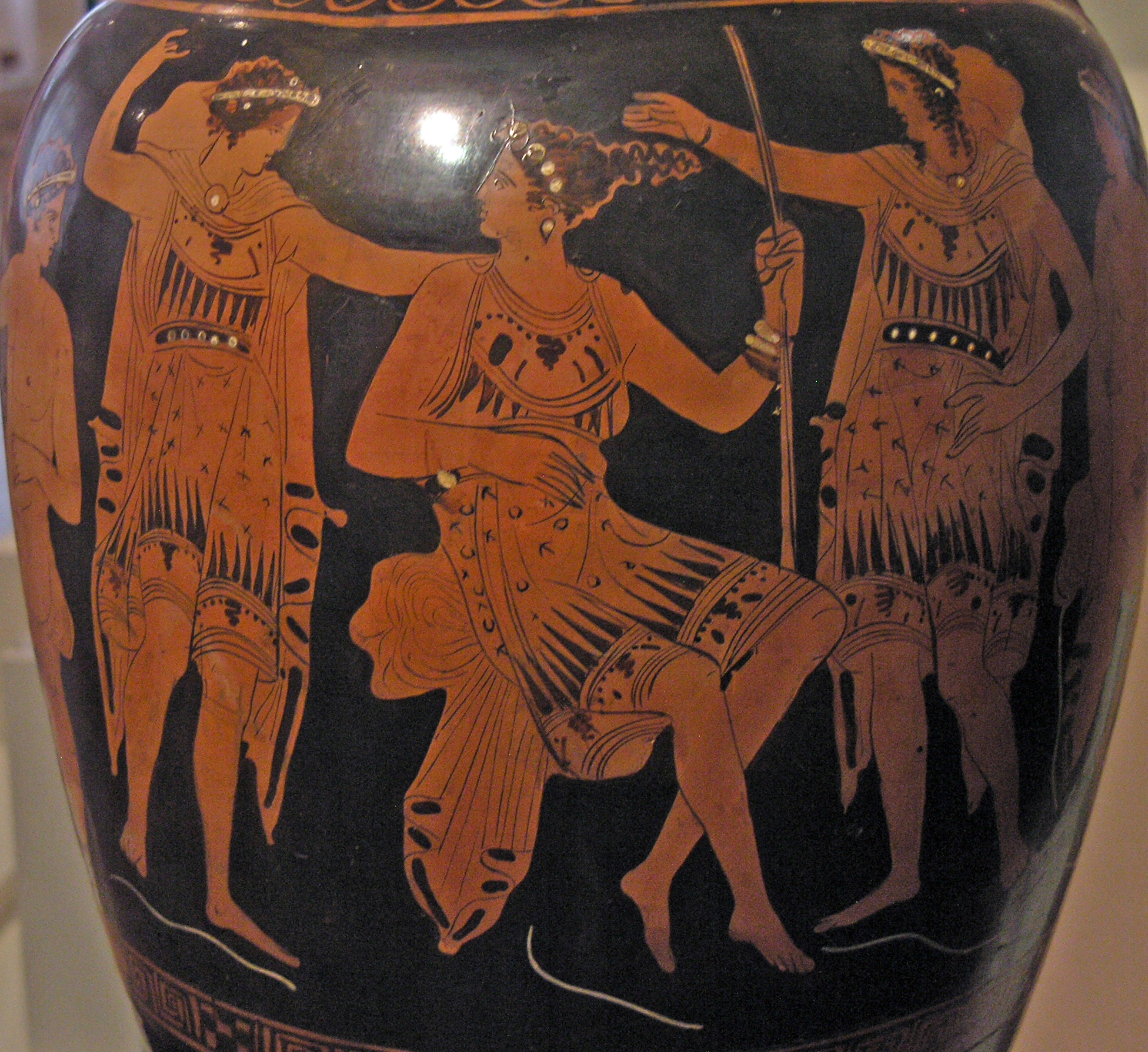
Waza grecka z wyobrażeniem Atalanty

Atalanta w Kalidonie (ang. Atalanta in Calydon) – dramat poetycki dziewiętnastowiecznego angielskiego poety Algernona Charlesa Swinburne’a, opublikowany w 1865. Tytuł tragedii w brzmieniu polskim występuje też w wariancie Atalanta w Kalydonie.

## Forma
Algernon Charles Swinburne uważany jest powszechnie za największego wirtuoza wersyfikacji angielskiej. Jego wiersz charakteryzuje się użyciem skomplikowanych wzorców metrycznych i schematów stroficznych, jak również bogatą instrumentacją głoskową. Ma duże walory muzyczne. Poeta był zresztą krytykowany za przerost formy nad treścią. Partie dialogowe dramatu są napisane wierszem białym (blank verse), czyli nierymowanym pentametrem jambicznym, to znaczy sylabotonicznym dziesięciozgłoskowcem, w którym akcenty padają na parzyste sylaby wersu. Swinburne traktuje jednak schemat metryczny dosyć swobodnie. Pieśni chóru są stroficzne i rymowane. W pieśni pierwszej, z której pochodzi następująca zwrotka, poeta zastosował schemat ababccab.

When the hounds of spring are on winter's traces,
The mother of months in meadow or plain
Fills the shadows and windy places
With lisp of leaves and ripple of rain;
And the brown bright nightingale amorous
Is half assuaged for Itylus,
For the Thracian ships and the foreign faces,
The tongueless vigil, and all the pain.

Gdy gończe wiosny tropią zimy ślady,
Gdy młode słońce cieniuje dąbrowy,
Kiedy napełnia i gaje i sady
Szept świeżych liści i dżdżów szmer perłowy,
Kiedy się słowik miłośnie rozmarzy,
I w śpiewie imię Ityla podzwania,
I trackich statków wspomina żeglarzy,
I długą, niemą tęsknotę czekania, —

Poeta raz po raz stosuje wyraziste aliteracje: Maiden, and mistress of the months and stars/Now folded in the flowerless fields of heaven, albo so fiery their blind edge/Burns, and bright points break up and baffle day..  Aliteracja była ulubionym środkiem stylistycznym Swinburne'a. Posługiwał się nim bardzo często. Przykładem zastosowania aliteracji jest w jego poezji lirycznej roundel Wędrowny wiatru wiew, przełożony na język polski przez Jerzego Pietrkiewicza.

## Treść
Atalanta w Kalidonie oparta jest na zaginionej, znanej jedynie we fragmentach sztuce greckiego tragika Eurypidesa. Jest pierwszym dramatem Swinburne’a o tematyce antycznej. Opowiada o wielkich łowach, jakie urządzono na dzika kalidońskiego, zapraszając na nie bohaterów, w tym Meleagra. Jedna z uczestniczek obławy była tytułowa Atalanta, dziewczyna-wojowniczka, do której młodzieniec zapałał miłością.

## Bohaterowie
- Chief Huntsman (Łowczy)
- Chorus (Chór)
- Althaea (Altea)
- Meleager (Meleager)
- Oeneus (Eneusz)
- Atalanta (Atalanta)
- Toxeus (Tokseusz)
- Plexippus (Pleksyppus)
- Herald (Herold)
- Messenger (Poseł)
- Second Messenger (Drugi poseł)

## Przekłady
Atalanta w Kalidonie znalazła się w polu uwagi polskich tłumaczy, którymi byli wybitni poeci. Sztukę Swinburne'a w całości przełożył Jan Kasprowicz. Atalanta w Kalydonie ukazała się we Lwowie w 1907. Przekład został potem włączony do autorskiej antologii Kasprowicza Arcydzieła europejskiej poezyi dramatycznej. Dwa chóry przetłumaczyła też Maria Konopnicka.

Gdy wiosna sforze swej osaczyć każe
Zimę, księżyca matka wnet poruszy
Deszcz i szum liści na wietrznym obszarze
Pól, na murawach i w lesistej głuszy
Kochania żądny słowik już się wtedy
Zbyt nie lituje Itylowej biedy
Trackie okręty, cudzoziemskie twarze
Już nie sprawiają zbytnich nam katuszy.

Tłumaczenie Kasprowicza zostało w 2016 wznowione przez sandomierskie wydawnictwo Armoryka.